# Prosoplus signatus
Prosoplus signatus là một loài bọ cánh cứng trong họ Cerambycidae.